# فسيولوجيا رياضية
الفسيولوجيا الرياضية هي أحد العلوم متداخلة التخصصات. وتقوم بشكل أساسي بدراسة الطرق التي يمكن بها استخدام الرياضيات في تفسير أسئلة الفسيولوجيا. وفي المقابل، تصف الفسيولوجيا الرياضية أيضًا كيف يمكن أن ينتج عن الأسئلة الفسيولوجية مشكلات رياضية جديدة. وعمومًا، ينقسم هذا المجال إلى تطبيقين فيسيولوجيين: فيسيولوجيا الخلية – والتي تشمل المعالجات الرياضية لـ التفاعلات الكيميائية الحيوية والتدفق الأيوني ونظام الوظيفة - وفيسيولوجيا الأنظمة - والتي تشمل تخطيط كهربية القلب والجهازالدوري والهضم.